# Bogolep (Honczarenko)
Bogolep, imię świeckie Walerij Walerjewicz Honczarenko (ur. 4 grudnia 1978 w Switłowodśku) – ukraiński biskup prawosławny.

## Życiorys
Pochodzi z rodziny urzędniczej. Wykształcenie średnie uzyskał w rodzinnym mieście, następnie ukończył studia na wydziale ekonomicznym Uniwersytetu Technicznego w Kirowohradzie, ze specjalnością finanse i kredyty. W 2001 uzyskał tytuł magistra finansów. Przez trzy lata pracował jako inspektor podatkowy. W 2002 podjął naukę w szkole duchownej w Połtawie, którą ukończył po trzech latach. Będąc jeszcze jej słuchaczem, 8 sierpnia 2004 został wyświęcony na diakona, zaś 7 stycznia 2005 – na kapłana. Święcenia przyjął z rąk biskupa kirowohradzkiego Pantelejmona. Dzięki ukończeniu szkoły duchownej mógł rozpocząć w trybie zaocznym naukę w seminarium duchownym w Kijowie od razu od IV roku i ukończyć szkołę w 2006. Służył już wtedy w katedralnym soborze Narodzenia Matki Bożej w Kirowohradzie oraz był kierownikiem archiwum zarządu eparchii kirowohradzkiej i dziekanem dekanatu kirowohradzkiego. 24 kwietnia 2005 został postrzyżony na mnicha. 23 kwietnia 2006 metropolita kijowski i całej Ukrainy Włodzimierz nadał mu godność ihumena, zaś dwa lata później – godność archimandryty. W 2009 został proboszczem parafii Zaśnięcia Matki Bożej w Kirowohradzie.
W 2010 ukończył studia na kierunku psychologia praktyczna na Państwowym Uniwersytecie Pedagogicznym im. Wynnyczenki w Kirowohradzie.
20 grudnia 2012 otrzymał nominację na biskupa aleksandryjskiego i switłowodskiego. Jego chirotonia biskupia odbyła się trzy dni później w ławrze Peczerskiej. 17 sierpnia 2019 r. podniesiony do godności arcybiskupa. Natomiast 17 sierpnia 2022 r. została mu nadana godność metropolity.